# Korotcha
Korotcha (en russe : Короча) est une ville de l'oblast de Belgorod, en Russie, et le centre administratif du raïon Korotchanski. Sa population s'élève à 5 768 habitants en 2020.

## Géographie
Korotcha est située sur la rive droite de la Korotcha, un affluent du Donets, à 49 km au nord-est de Belgorod et à 550 km au sud de Moscou.

## Histoire
Dès le premier quart du XVIIe siècle, il existe à Korotcha une petite forteresse russe. Son développement est assuré à partir de 1638 par la mise en place de la ligne de défense Belgorod – Tambov – Simbirsk contre les Tatars de Crimée. C'était alors la frontière sud de l'Empire russe. La localité s'appelle d'abord Krasny gorod na Korotche (« belle ville sur la Korotcha »), puis Korotcha, du nom de la rivière qui l'arrose. Elle reçoit le statut de ville en 1708. Jusqu'au début du XXe siècle, Korotcha reste une des principales villes de la région, puis perd de son importance. Au cours de la Seconde Guerre mondiale, Korotcha est occupée par la Wehrmacht le 1er juillet 1942 et libérée le 7 février 1943 par le front de Voronej de l'Armée rouge, au cours de la bataille de Kharkov.

## Population
Recensements ou estimations de la population :
| 1856  | 1897*  | 1926*  | 1939* | 1959* | 1970* |
| ----- | ------ | ------ | ----- | ----- | ----- |
| 6 000 | 10 235 | 14 143 | 5 400 | 3 927 | 5 402 |

| 1979* | 1989* | 2002* | 2010* | 2013  | 2014  |
| ----- | ----- | ----- | ----- | ----- | ----- |
| 5 640 | 5 755 | 6 046 | 5 877 | 5 832 | 5 855 |

| 2015  | 2016  | 2017  | 2018  | 2019  | 2020  |
| ----- | ----- | ----- | ----- | ----- | ----- |
| 5 903 | 5 890 | 5 888 | 5 853 | 5 843 | 5 768 |

## Personnalité
- Alekseï Pogorelov (1919-2002) : mathématicien, est né à Korotcha.